# Wislicenus (cratera)
A cratera Wislicenus é uma cratera localizada no quadrângulo de Sinus Sabaeus em Marte, a 18.4º latitude sul e 348.6º longitude oeste. Seu diâmetro é de aproximadamente 139 km, e recebeu este nome em referência a Walter Wislicenus, um astrônomo alemão (1859-1905).

## Camadas
A cratera Wislicenus e a cratera Schiaparelli contêm camadas, também chamadas estratos. Muitos locais em Marte exibem rochas dispostas em camadas. Às vezes as camadas possuem diferentes cores. Rochas em tom claro em Marte têm sido associadas a minerais hidratados como sulfatos. O Mars rover Opportunity examinou tais camadas com vários instrumentos. Algumas camadas são feitas provavelmente de finas partículas pois elas parecem se desintegrar em poeira fina. Outras camadas se quebram em penedos sendo provavelmente muito mais rígidas. Especula-se que o basalto, uma rocha vulcânica, penetra nas camadas que formam os penedos.  O basalto tem sido identificado em vários locais em Marte. Instrumentos em sondas espaciais orbitantes detectaram argila (também chamados filossilicatos) em algumas camadas. Cientistas estão ansiosos com a descoberta de minerais hidratados como sulfatos e minerais argilosos em Marte porque estes geralmente se formam na presença de água.  Lugares em que se encontra argila e/ou outros minerais hidratados seriam bons lugares para a procura de evidência de vida.
A rocha pode formar camadas em várias maneiras diferentes. Vulcões, vento e água podem produzir camadas.